# Immeuble des maisons solaires Trombe-Michel
L'immeuble des maisons solaires Trombe-Michel est un immeuble d'habitation situé à Font-Romeu-Odeillo-Via dans les Pyrénées-Orientales. Suivant un projet de l'ingénieur Félix Trombe et conçu par l'architecte Jacques Michel, cet édifice construit en 1974 est considéré comme le premier exemple en France d'emploi du système du solaire passif à des fins de chauffage domestique.

## Historique
L'immeuble des maisons solaires Trombe-Michel est construit en 1974. Ses façades et toitures ainsi que le système du mur Trombe sont inscrits monuments historiques depuis le 25 mai 2011.

## Architecture
La façade sud de l'immeuble applique le principe du mur Trombe.